# Leon Schaffran
Leon Valentin Schaffran (* 31. Juli 1998 in Berlin) ist ein deutscher Fußballtorwart. Er steht seit Sommer 2024 beim FC Vaduz unter Vertrag und ist ehemaliger Juniorennationalspieler.

## Karriere

### Verein
Schaffran wurde in Berlin geboren, wuchs aber in Stücken, einem Ortsteil der Gemeinde Michendorf, auf. Sein erster Fußballverein war Blau-Weiß Beelitz und er durchlief in der Folge die Jugendmannschaften von RSV Eintracht Stahnsdorf und Hertha BSC. Ab der Saison 2015/16 stand er als A-Jugendlicher zudem bereits im Kader der Reservemannschaft der Hertha, die in der Regionalliga Nordost spielte. Hier gab er am 3. April 2016 bei einer 0:1-Niederlage beim FSV Zwickau sein Seniorendebüt. Insgesamt stand er drei Spielzeiten im Kader von Hertha BSC II und verließ den Verein schließlich aufgrund mangelnder sportlicher Perspektiven.
Im Sommer 2018, nach einem Probetraining beim Zweitligisten SpVgg Greuther Fürth, wurde er von diesem als dritter Torhüter unter Vertrag genommen. Einsatzzeiten hatte er während seiner ersten drei Saisons in Fürth jedoch nur für die Reservemannschaft in der Regionalliga Bayern. Sein Debüt für die erste Mannschaft gab Schaffran in der ersten Runde des DFB-Pokals 2022/23, dieses Spiel verloren die Fürther überraschend beim Fünftligisten Stuttgarter Kickers mit 0:2. Sein Debüt in der 2. Bundesliga erfolgte kurze Zeit später, als Schaffran beim 2:2 bei Fortuna Düsseldorf zur Halbzeitpause den verletzten Stammtorhüter Andreas Linde ersetzte.
Im Sommer 2024 wechselte er zum FC Vaduz.

### Nationalmannschaft
Am 16. November 2015 debütierte Schaffran für die deutsche U18-Nationalmannschaft bei einem Auswärtsspiel gegen die Türkei. Zwei Jahre später folgte ein weiterer Einsatz für die U19-Auswahl.